# Arkiv för botanik
Arkiv för botanik var en vetenskaplig tidskrift inom botanik som gavs ut av Kungliga Vetenskapsakademien från 1903 till 1974. Den skapades tillsammans med tre andra tidskrifter inom andra områden ur Vetenskapsakademiens Handlingar 1903.